# Velo universal

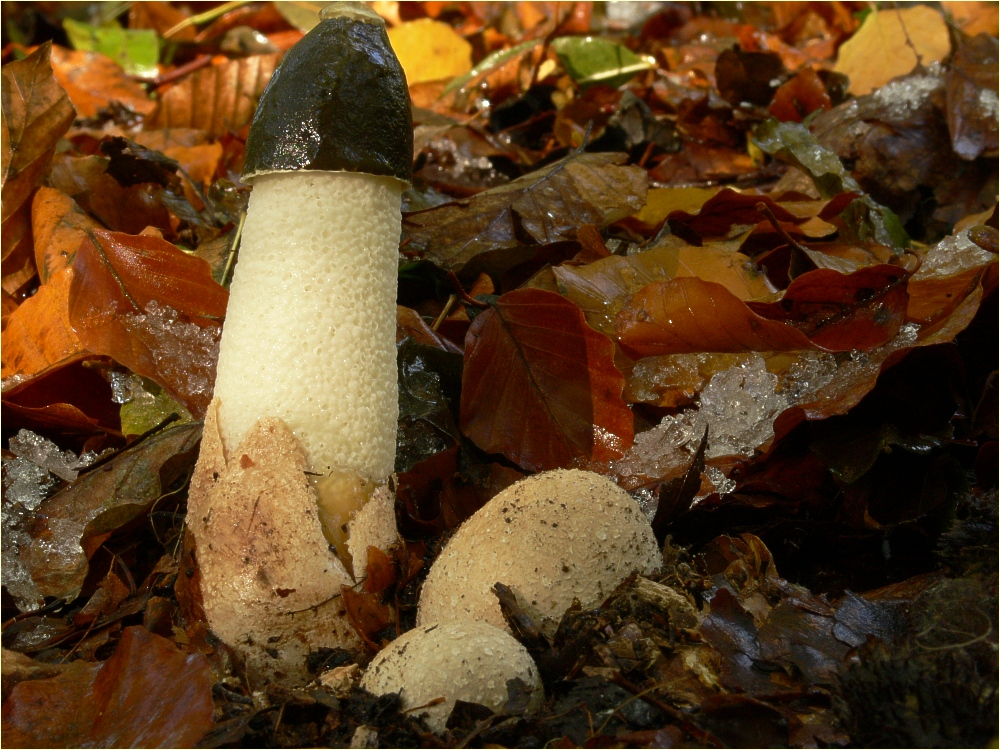
En esta fotografía se pueden apreciar dos ejemplares de Phallus impudicus que están todavía en el interior de sus velos universales. La volva en la base del hongo más alto es el resto que queda de su antiguo velo universal.

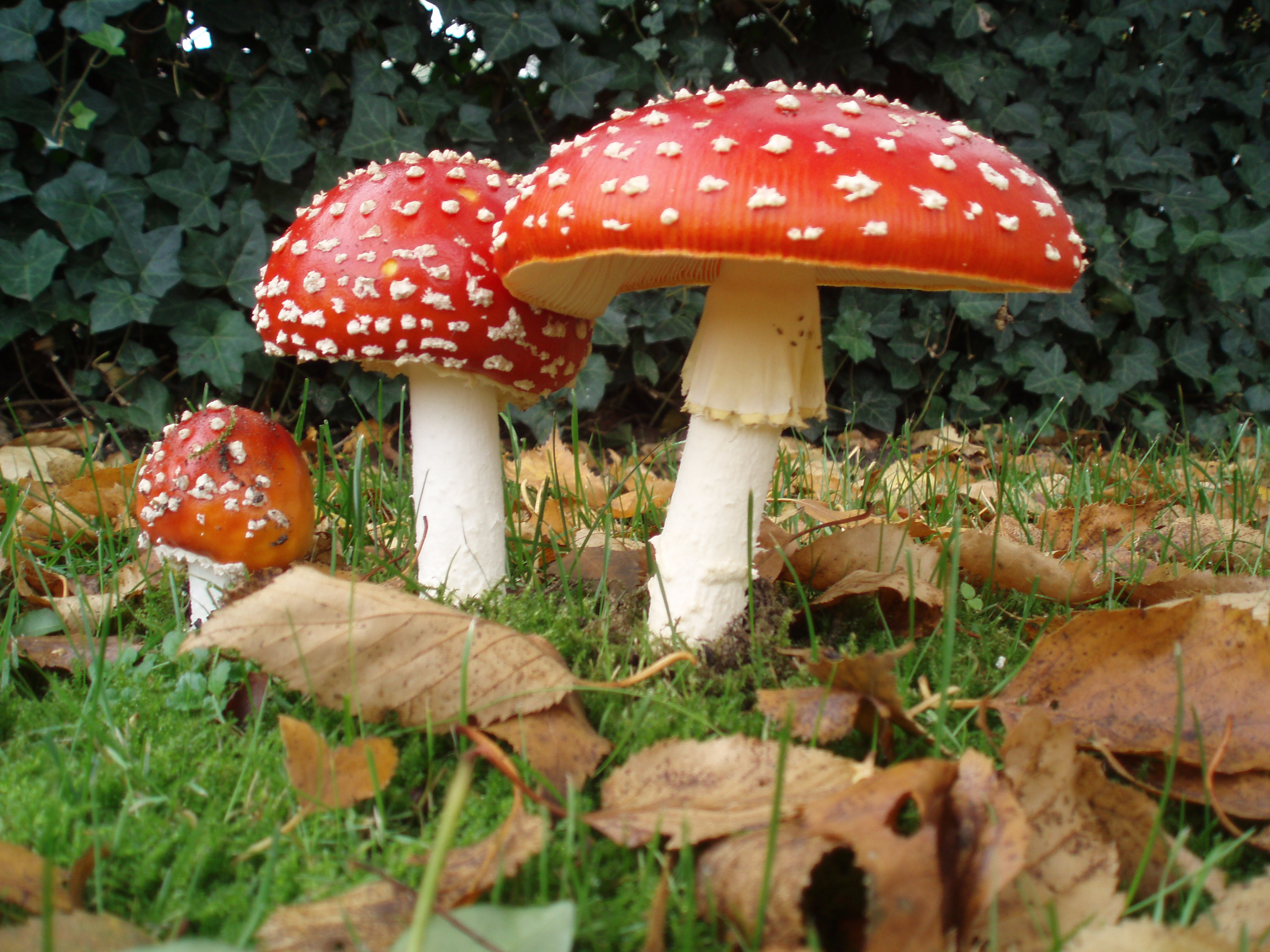
Las manchas blancas que se observan sobre los sombreros de estos especímenes de Amanita muscaria son restos de velos universales.

En micología, el velo universal es una estructura que envuelve todas o la mayor parte de las láminas del hongo. Por ejemplo, en el caso de Agaricus bisporus, cuando el hongo es aún inmaduro, momento en el que podría parecer un pedo de lobo, está protegido por esta estructura con forma de huevo. El velo finalmente se romperá y dispersará por el hongo creciente, pero generalmente deja evidencias de su forma con algunos restos como la volva, o una estructura con forma de taza en la base del estipe, así como restos sobre el sombrero o píleo. Esta característica es muy importante desde el punto de vista de la identificación de hongos silvestres, debido a que es fácilmente observable. Desde el punto de vista taxonómico también es relevante, ya que casi siempre que aparece, significa que el hongo pertenece a la familia de las Amanitaceae. Esto tiene especial importancia debido al elevado número de especies venenosas que pertenecen a esta familia.